# Štěpánka Mertová
Štěpánka Mertová (11. prosince 1930, Moravičany – 20. září 2004) byla československá atletka, která se věnovala hodu diskem.
V roce 1954 skončila čtvrtá na mistrovství Evropy v Bernu . O dva roky později reprezentovala na letních olympijských hrách v Melbourne, kde se ve finále umístila na celkovém osmém místě. Sedmá skončila další československá diskařka Jiřina Vobořilová a olympijskou vítězkou se zde stala Olga Fikotová . Největší úspěch své kariéry zaznamenala v roce 1958 na mistrovství Evropy ve Stockholmu, kde získala za výkon 52,19 m stříbrnou medaili. Zúčastnila se též letní olympiády v Římě 1960, kde skončila jedenáctá.